# Estação Norsborg
A Estação Norsborg é uma das estações do Metropolitano de Estocolmo, situada no condado sueco de Estocolmo, seguida da Estação Hallunda. É uma das estações terminais da Linha Vermelha.
Foi inaugurada em 12 de janeiro de 1975. Atende a localidade de Norsborg, situada na comuna de Botkyrka.

| Oeste ou norte     |  |                      |  | Leste ou Sul                                |
| ------------------ |  | -------------------- |  | ------------------------------------------- |
|                    |  | Line 13 (en) término |  | Hallunda sentido Ropsten metro station (en) |
| editar no Wikidata |  |                      |  |                                             |